# Alexander Vane-Tempest-Stewart
Alexander Charles Robert Vane-Tempest-Stewart (ur. 7 września 1937, zm. 20 czerwca 2012) – brytyjski arystokrata, jedyny syn Robina Vane-Tempest-Stewarta, 8. markiza Londonderry i Romaine Combe, córki majora Boyce'a Combe'a. Po śmierci swojego ojca w 1955 r. odziedziczył tytuł markiza Londonderry. Zasiadał w Izbie Lordów jako par Zjednoczonego Królestwa.
16 maja 1958 r. poślubił Nicolette Harrison (zm. 13 sierpnia 1993), córkę Michaela Harrisona. Małżeństwo to zakończyło się rozwodem w 1971 r. Alexander i Nicolette mieli razem dwie córki:
- Sarah Frances Anne Vane-Tempest-Stewart (ur. 23 lutego 1959)
- Cosima Maria-Gabriella Vane-Tempest-Stewart (ur. 25 grudnia 1961), popularnie zwana Cozzy, żona Cosmo Fry'a i lord Johna Roberta Somerseta (młodszego syna 11. księcia Beaufort), ma dzieci z drugiego małżeństwa

10 marca 1972 r. poślubił Doreen Patricię Wells. Małżeństwo to zakończyło się rozwodem w 1989 r. Alexander i Doreen mieli razem dwóch synów:
- Frederick Aubrey Vane-Tempest-Stewart (ur. 6 września 1972), wicehrabia Castlereagh
- Reginald Alexander Vane-Tempest-Stewart (ur. 1977), ożenił się z Chloe B. Guinnes, ma z nią syna Robina Gabriela (ur. 2004)